# ان‌جی‌سی ۲۲۶۱
ان‌جی‌سی ۲۲۶۱یک سحابی متغیر در صورت فلکی تک‌شاخ است.